# Зайцев, Валентин Иванович
Валентин Иванович Зайцев (10 июля 1928 — 17 января 2011) — директор Омского электромеханического завода, Герой Социалистического Труда.

## Биография
Родился в селе Ново-Покровка Ульяновского района Омской области. Окончил Омский авиационный техникум (1945) и с отличием — Сибирский автомобильно-дорожный институт им. В. В. Куйбышева по специальности «Автомобили и автомобильное хозяйство» (1950).
Трудовая биография:
- 1950—1954 старший, главный инженер Хабаровского автопредприятия
- 1954—1960 инженер-конструктор, начальник опытного производства Электротехнического завода (Омская область).
- 1960—1969 зам. главного конструктора, главный конструктор, главный инженер Омского электромеханического завода.
- 1969—1988 директор Омского электромеханического завода.
- 1988—1995 генеральный директор государственного объединения «Машиностроитель», генеральный директор ПО «Полет».

С 1995 на пенсии.
Герой Социалистического Труда (1987), лауреат Государственной премии СССР (1982), премии советских профсоюзов (1991). Награждён орденами Ленина (1970, 1987), Октябрьской революции (1976), «Знак Почёта» (1966).
Депутат Верховного Совета СССР (1979—1984), делегат XXV съезда КПСС.
Похоронен на Старо-Северном кладбище.